# Stefan Vojislav
Stefan Vojislav, död 1043, var en serbisk monark. Han var furste av Duklja mellan 1018 och 1043.
Han regerade som Bysans vasall i Serbien tills han 1034 gjorde uppror och utropade den självständiga staten Duklja. 